# Tipula (Vestiplex) bisentis
Tipula (Vestiplex) bisentis is een tweevleugelige uit de familie langpootmuggen (Tipulidae). De soort komt voor in het Oriëntaals gebied.